# Debi Mae West
Debi Mae West – amerykańska aktorka głosowa. Znana jest pod pseudonimami Mae Zadler, Debbie Mae West i Eid Lakis. Jest zwyciężczynią Spike Video Game Award za podłożenie głosu postaci Meryl w grze Metal Gear Solid 4.

## Role

### Animacje
- 101 dalmatyńczyków - Lucky
- Bobry w akcji - Bomba / Królowa
- Harvey Birdman, Attorney at Law - Gigi / Kobieta / Gleep
- Jak ukraść księżyc - Różne głosy
- Max Steel - Kat Ryan
- Naruto - Tsunade / Starsza kobieta
- Naruto: Shippûden - Tsunade
- Opowieści z Kręciołkowa - Bohater Latarnik / Bohater Fizjoterapeuta
- Przerysowani - Vajoana
- Queer Duck: The Movie – Joan Rivers / Różne głosy
- Zatch Bell! - Baransha / Reycom

### Gry
- Dirge of Cerberus: Final Fantasy VII - Różne głosy
- Evil Dead: A Fistful of Boomstick
- Evil Dead: Regeneration - Kobieca Deadite / Królowa
- God of War II - Atropos / Dziewczyna w łaźni
- Harvey Birdman: Attorney at Law - Gigi
- Lost Planet 2 - VS Komputerowy głos / Różne głosy
- Metal Gear Solid - Meryl Silverburgh
- Metal Gear Solid: The Twin Snakes - Meryl Silverburgh
- Metal Gear Solid 4 - Meryl Silverburgh
- Neopets: The Darkest Faerie - Patricia
- Rainbow Six: Lockdown
- Spider-Man 3 - Różne głosy

### Metal Gear Solid
Debi Mae West użyczyła swojego głosu postaci Meryl Silverburgh w angielskich wersjach językowych gier Metal Gear Solid – części pierwszej, remake'u i części czwartej.
Po premierze części trzeciej – Metal Gear Solid 3: Snake Eater – wielu fanów uznało, że Debi Mae West podłożyła swój głos pod postać EVĘ i w napisach końcowych wystąpiła pod pseudonimem Suzetta Miñet. Debi Mae West już w części pierwszej wystąpiła (jak większość aktorów użyczających głos) pod pseudonimem, by uniknąć problemów z SAG. Jednakże, w wywiadzie dla Ryan Payton stwierdziła, że nie jest Suzettą Miñet. David Hayter, który w serii Metal Gear Solid użycza głosu głównym bohaterom (Solidowi Snake’owi i Naked Snake’owi) potwierdził na forum strony IMDb, że Suzetta Miñet to tylko pseudonim aktorki, której prawdziwego nazwiska nie wyjawił.